# روبن دي يونغ
روبن دي يونغ (بالهولندية: Robin Huisman de Jong)‏ (8 يونيو 1988 سنيك هولندا - ) هو لاعب كرة قدم هولندي يلعب كمدافع.